# Греняк Тарас Олексійович
Тара́с Олексі́йович Греня́к (8 листопада 1952, Монастириська, Тернопільська область, УРСР — 2  червня 2009, Тернопіль, Україна) — український футболіст та футбольний тренер, основна діяльність якого пов'язана з тернопільською «Нивою».

## Життєпис
Тарас Греняк народився у місті Монастириська, що на Тернопільщині. У 1978 році у складі «Ниви» (Підгайці) дебютував на рівні чемпіонату області виконуючи одночасно функції і тренера, і гравця. У 1979 році обійняв посаду начальника команди, ці ж функції виконував у «Ниві» протягом 1981—1982 років. До серпня 1984 року незмінно входив до тренерського штабу команди, аж допоки сам не очолив клуб. Втім, у статусі головного тренера перебував недовго — у 1985 році до «Ниви» повернувся Михайло Дунець і Греняк перейшов на посаду адміністратора. Перебував у клубі до 1989 року, виконуючи функції тренера, адміністратора та начальника команди. У 1987 році разом з командою здобув «срібло» чемпіонату УРСР.
Після закінчення футбольної діяльності мешкав у Тернополі. Очолював мале приватне підприємство «Ми», що займалося виробництвом плит, штабів, труб та профілів з пластмас.
Помер 2 червня 2009 року у віці 56 років.